# Hans-Dieter Diehl (Fußballspieler, 1941)
Hans-Dieter Diehl (* 23. August 1941 in Schrecksbach; † 16. Oktober 2012) war ein deutscher Fußballspieler. Der Defensivspieler absolvierte in der Saison 1963/64 für den 1. FC Saarbrücken 21 Spiele in der Fußball-Bundesliga.

## Karriere
Diehl, er war vom SV Wahlschied 1959 zum 1. FC Saarbrücken gekommen, spielte seit der Saison 1960/61 mit den Schwarz-Blauen aus dem Stadtteil Malstatt in der Fußball-Oberliga Südwest. Unter Trainer Jenö Csaknady debütierte er am 14. August 1960 bei einer 1:3-Auswärtsniederlage gegen den VfR Frankenthal als Mittelstürmer in der Oberliga. Zusätzlich hatten die „Molschder“ noch die Spieler Klaus Fritzinger, Karl Meng und Horst Remark neu unter Vertrag genommen. Im weiteren Rundenverlauf bildete Diehl zumeist mit Peter Krieger und Werner Hesse die Läuferreihe und im Angriff sorgten die zwei Torjäger Herbert Martin und Heinz Vollmar für die nötigen Tore zur Erringung der Meisterschaft vor den Konkurrenten Borussia Neunkirchen, FK Pirmasens und 1. FC Kaiserslautern. Der Ex-Amateurspieler aus Wahlschied absolvierte in seinem ersten Vertragsspielerjahr 28 Ligaspiele und erzielte acht Tore. In der Endrunde um die deutsche Fußballmeisterschaft 1961 kamen gegen die Konkurrenten Eintracht Frankfurt, Hamburger SV und Borussia Dortmund nochmals sechs Spiele mit einem Treffer hinzu. Bis zum Ende der Oberligaära 1962/63 kam Diehl auf insgesamt 67 Oberligaspiele mit 17 Toren für den 1. FC Saarbrücken. Im letzten Oberligajahr 1962/63 genügte den Blau-Schwarzen, ab 1961 trainiert von Helmuth Johannsen und 1962/63 mit dem 29-fachen Torschützen Dieter Krafczyk im Angriff versehen, ein fünfter Rang, um für die neue Leistungskonzentration der Fußball-Bundesliga zur Saison 1963/64 nominiert zu werden.
Nach Einführung der Bundesliga spielte er ein Jahr in der ersten Liga. Er gehört zu den Spielern, die am Starttag, den 24. August 1963, als Aktive die neue Liga zum Laufen brachten. Der 1. FC Saarbrücken empfing den westdeutschen Meister 1. FC Köln. Unter dem neuen Trainer Helmut Schneider bildete Diehl im damals noch angewandten WM-System auf Halbrechts mit Vollmar, Krafczyk, Werner Rinass und Meng die Angriffsformation. Vor 35.000 Zuschauern setzte sich aber der spätere erste deutsche Meister der Bundesligageschichte mit 2:0 Toren durch. Am Rundenende stiegen Diehl und Kollegen jedoch mit dem 1. FC Saarbrücken als Tabellenletzter ab. In der Bundesliga hatte Diehl 21 Spiele bestritten. Am 25. September 1963 wurde er vom DFB zum Länderspiel gegen Bulgarien in die Juniorennationalmannschaft U 23 berufen. Das Spiel wurde im Karlsruher Wildparkstadion mit 0:1 Toren verloren. Diehl wurde für den Stuttgarter Rudi Entenmann als rechter Läufer eingewechselt und spielte an der Seite von Mittelläufer Peter Kaack und Wilhelm Sturm.
Nach dem Abstieg spielte er noch bis 1972 in der Regionalliga Südwest. Im ersten Jahr in der Zweitklassigkeit, 1964/65, gewann er mit Saarbrücken die Meisterschaft im Südwesten. Er hatte in 30 Ligaspielen an der Seite von Torjäger Emil Poklitar (27 Tore) zwölf Treffer beigesteuert. In der Aufstiegsrunde war er in vier Spielen (1 Tor) im Einsatz. Herausragend war der 1:0-Heimerfolg am 5. Juni 1965 gegen den Aufstiegsfavoriten FC Bayern München. Es folgten 1966 und 1967 zwei Vizemeisterschaften und weitere elf Aufstiegsrundenspiele (1 Tor); die Rückkehr in die Bundesliga gelang aber nicht. Nach insgesamt 151 Regionalligaeinsätzen mit 27 Toren beendete er nach der Saison 1971/72 unter Trainer Horst Zingraf seine Aktivität für Saarbrücken.
Er kam auch zu acht Einsätzen und einem Tor im DFB-Pokal. Später wechselte er zum KSV Baunatal und dem ASC Dudweiler.